# ブリッジポート (コネチカット州)
ブリッジポート（Bridgeport）は、アメリカ合衆国コネチカット州のフェアフィールド郡にある都市。人口は14万8654人（2020年）で、コネチカット州最大の都市である。スタンフォードやノーウォークと都市圏を形成している。ブリッジポートはニューヨークの北東約100kmに位置しており、広域ではニューヨーク都市圏に含まれる。
興行師P・T・バーナムは市の建設に貢献し、1871年から1872年まで市長を務めた。かつては重要な製造都市であり、ゼネラル・エレクトリック、シンガー、ハーベイ・ハッベル、レミントン・アームズ など500社の工場があった。ブリッジポートはフライングディスク発祥の地として知られる。もともとフリスビーとは同市に本社を置くパイ会社の名であった。しかしイェール大学の学生がパイ皿を逆さにして投げて遊んでいたところ思いのほかよく飛び、それがフライングディスクの原型となった。そのパイ皿にFrisbeeという社名が刻印されていたことから「フリスビー」という別名がついた。また、ブリッジポートはジョン・メイヤーの出身地としても知られている。

## 歴史

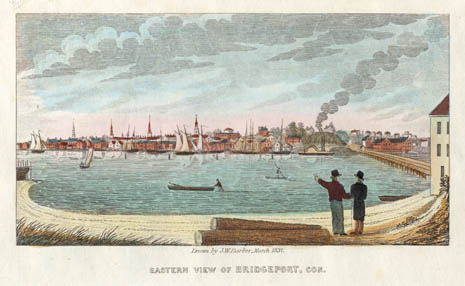
1836年頃のブリッジポート（John Warner Barber 画）

ニューイングランドの他地域同様、初期のブリッジポートは農業と漁業に支えられていた。やがて19世紀中盤に入ると、ブリッジポートは水深の深い湾の奥にあったため良い港となり、造船が発達した。また捕鯨の基地にもなった。1840年に鉄道が開通すると、こうした港湾都市としての特徴は一層強まった。
港の存在はブリッジポートの工業化を促した。19世紀後半になると、ブリッジポートでは製粉機、真鍮製部品、馬車、ミシン、鞍、弾薬などの産業が発達した。
1910年までに、ブリッジポートコネチカット州で 102,054人を擁し、ニューヘイブンに次いで2番目に大きな都市になった。

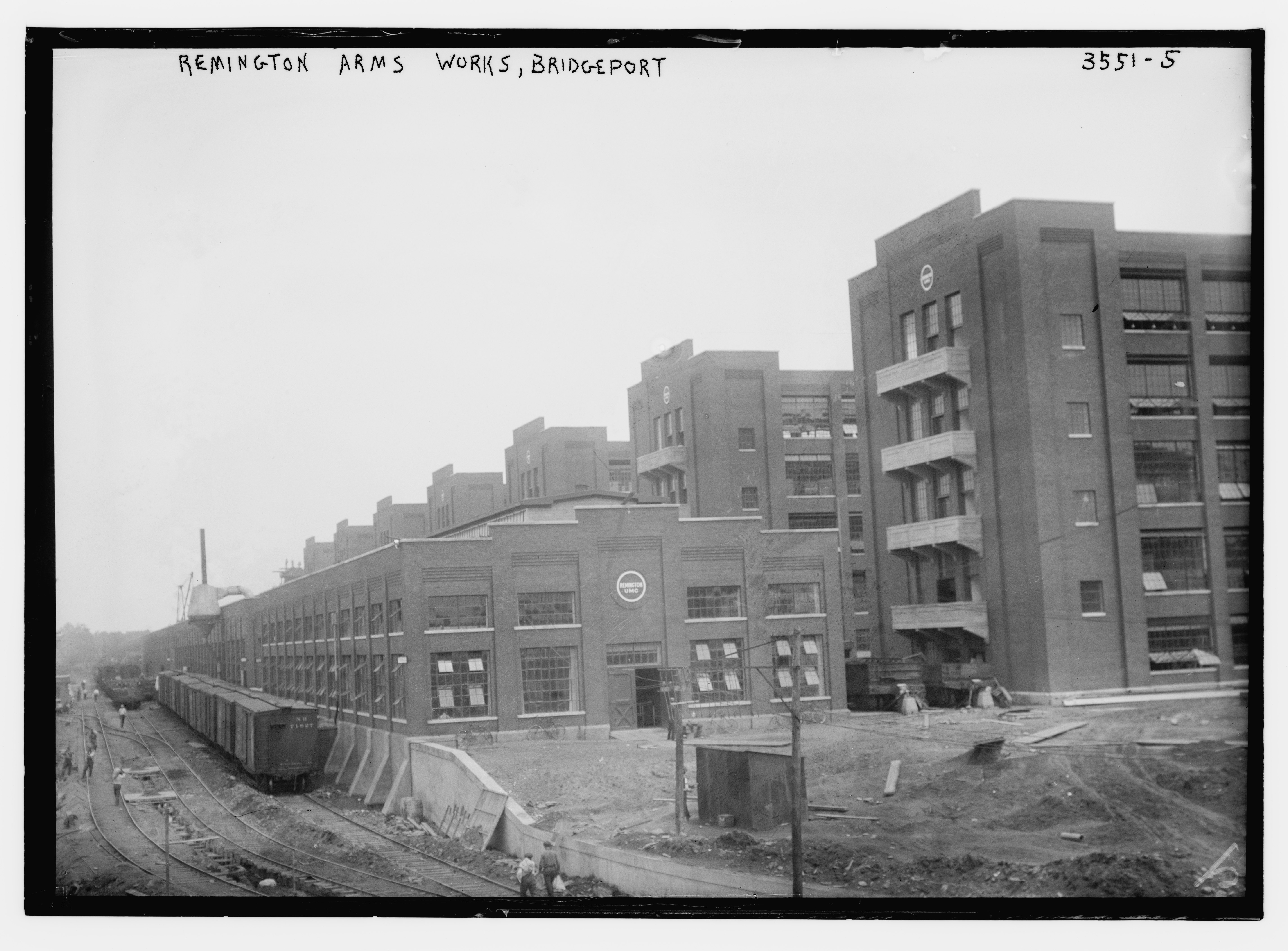
第一次世界大戦中に建設されたゼネラル エレクトリックの工場

1920年代に入ると、ブリッジポートではクー・クラックス・クラン（KKK）が勢力を張るようになった。KKKはコネチカット州全土に支持を広め、全盛期の1925年には15,000人もの支持者を集めた。しかし翌1926年にKKK内部で分裂が起こり、それに伴って衰退、州内各都市ごとの支部で細々と活動を続けるのみになった。
1930年頃、ブリッジポートは500以上の工場を抱える工業都市に発展した。移民も流入し、人口が爆発的に増加した。
ブリッジポートは、大恐慌のさなかの 1933年に社会主義者の市長を選出したときに話題になった。
イタリア人、ハンガリー人、スロバキア人、ユダヤ人、イギリス人、ドイツ人、スウェーデン人、およびアメリカに移住した他のヨーロッパ人が、この時点でブリッジポートの人口の大部分を占めていた。1930年代後半に、鉄道のおかげで、プエルトリコ人とアフリカ系アメリカ人が仕事のためにブリッジポートに移動し始めた。
しかし第二次世界大戦後、特に1970年代から1980年代にかけては、ブリッジポートは州内の各都市同様、苦難の中に置かれるようになった。アメリカ合衆国北部全体に広がった工業の衰退はブリッジポートでも例外ではなかった。それまで市の経済を支えていた工業の衰退は失業の増加をもたらし、治安を悪化させた。ブリッジポートはやがて殺人と麻薬絡みの犯罪で悪名が轟くようになった。加えて、エイズの感染も広がった。市内の工場跡は軒並み汚染が酷く、市に甚大な環境汚染をもたらしている。また、市の一部は完全に廃墟と化してしまった。
20世紀末から21世紀に入り、ブリッジポートはようやく失業と人口減少から抜け出し、地域のサービス業の中心地として、またニューヨーク大都市圏をなす郊外都市としての役割を担いつつある。比較的住宅価格が安いこともブリッジポートにとっては今や有利に働いている。全盛期に比べて人口は減少したものの、ブリッジポートはコネチカット州最大の都市であり続けている。しかし、保険産業の中心地となった州都ハートフォード、名門イェール大学を抱える学術都市ニューヘイブン、治安の良さを武器にニューヨークの郊外都市として成功したスタンフォードなど他の州内主要都市と比べると、ブリッジポートはまだ州民の間でも見過ごされやすい都市である。

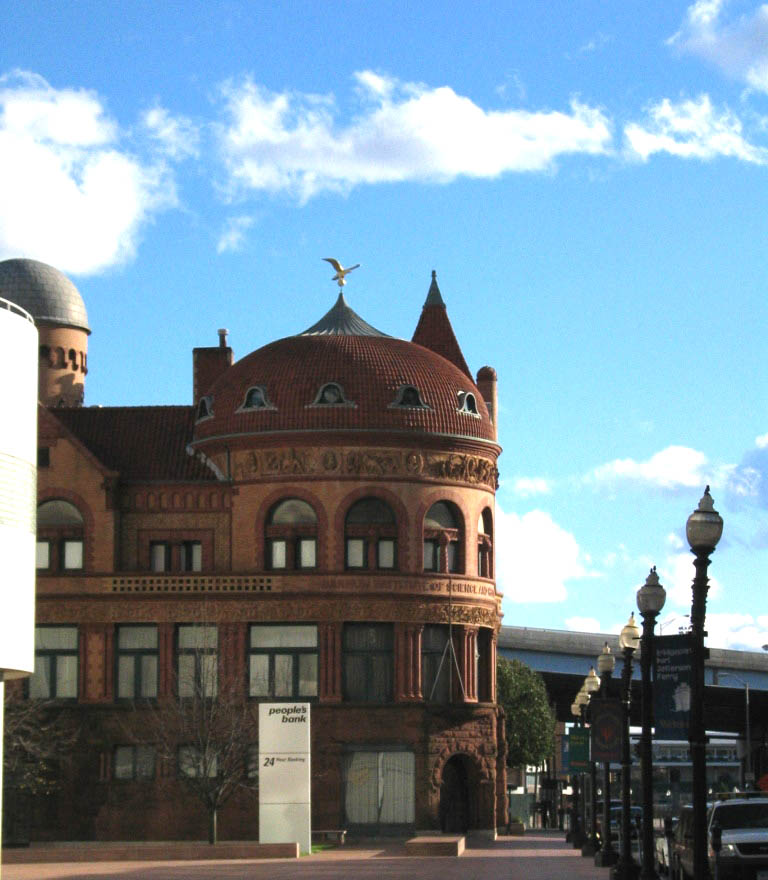
バーナム博物館

## 地理
ブリッジポートは北緯41度11分10秒 西経73度11分46秒 / 北緯41.18611度 西経73.19611度（41.18631, -73.19620）に位置している。ニューヨークのマンハッタンからは北東約100kmに位置している。
アメリカ合衆国統計局によると、ブリッジポート市は総面積50.2 km²（19.4mi²）である。このうち41.4 km²（16.0mi²）が陸地で8.8 km²（3.4mi²）が水域である。総面積の17.53%が水域となっている。

## 犯罪

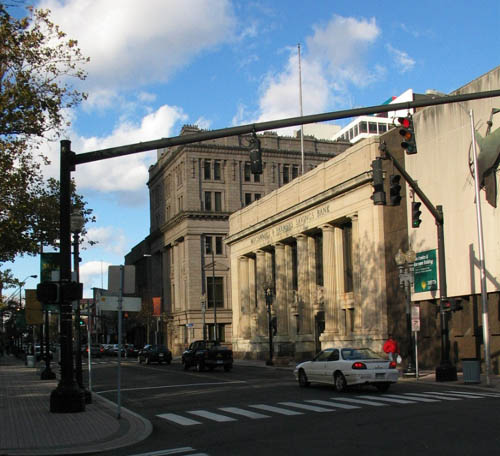
ブリッジポートのダウンタウン

1990年代前半、ブリッジポートでは殺人事件の発生率が高く、人口10万人あたり40件前後を数えた。1993年には人口10万人あたりの殺人発生率43.8件でピークに達する。その後、市の経済の回復、失業の減少もあいまって殺人発生率は減少に転じ、1995年には人口10万人あたり24.8件、2000年には13.6件、そして2003年には10.6件まで減少した。それでもなお、全米の平均（人口10万人あたり7-8件）と比較すると殺人発生率は高い水準である。

## 交通

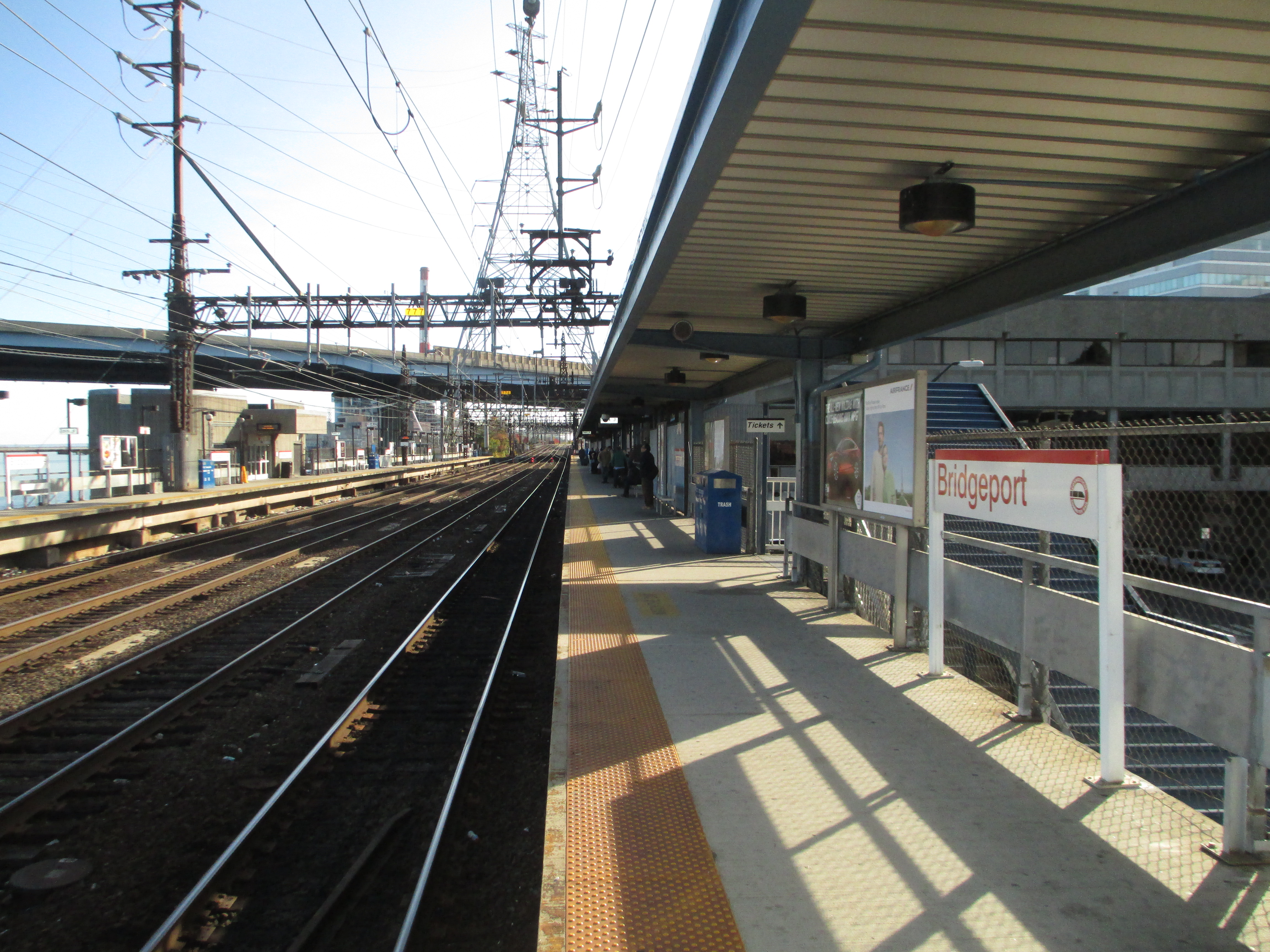
ブリッジポート駅

ブリッジポート駅は北東回廊上にあり、アムトラックの列車が停車する（ただしアセラ・エクスプレスは停車しない）。同駅にはニューヨークの近郊電車で、ニューヘイブンまで運行しているメトロノース鉄道も停車する。アムトラックとメトロノース鉄道は同じ線路を使用している。
ブリッジポートの市内を州間高速道路95号線が通っている。I-95は大西洋岸の主要都市を結んでを南北に貫く幹線である。市の北側にはI-95と並行してフリーウェイになっているコネチカット州道15号線が東西に通っており、I-95のバイパスの役目を果たしている。
市の南海岸には港があり、ロングアイランドへのフェリーが発着する。また、地域の交通機関としては、グレーター・ブリッジポート交通局（GBTA）の運営する路線バスが市内および周辺をカバーしている。
ブリッジポートの玄関口となる空港はニューヨークの3空港（ジョン・F・ケネディ国際空港、ラガーディア空港、ニューアーク国際空港）である。いずれの空港からも車、または一旦ペンシルベニア駅へ出て鉄道でブリッジポートを目指すことができる。かつては市の東約4kmに位置するシコルスキー記念空港（Sikorsky Memorial Airport）にもボルチモア・ワシントン国際空港やボストンのローガン国際空港からの航空機の便があったが、1999年11月にUSエアウェイズの便が廃止されたのを最後に同空港は使われなくなった。

## 人口推移
以下にブリッジポート市における1830年から2010年までの人口推移を表で、また1850年から2010年までの人口推移をグラフで示す。
| 統計年 | 人口      |
| ------ | --------- |
| 1830年 | 2,800人   |
| 1840年 | 4,570人   |
| 1850年 | 7,560人   |
| 1860年 | 13,299人  |
| 1870年 | 19,835人  |
| 1880年 | 29,148人  |
| 1890年 | 48,866人  |
| 1900年 | 70,996人  |
| 1910年 | 102,054人 |
| 1920年 | 143,555人 |
| 1930年 | 146,716人 |
| 1940年 | 147,121人 |
| 1950年 | 158,709人 |
| 1960年 | 156,748人 |
| 1970年 | 156,542人 |
| 1980年 | 142,546人 |
| 1990年 | 141,686人 |
| 2000年 | 139,529人 |
| 2010年 | 144,229人 |
| 2020年 | 148,333人 |

## 研究・高等教育機関
以下の機関がブリッジポートにある。
- ブリッジポート大学 (University of Bridgeport)
- 聖心大学 (Sacred Heart University)
- ヒューサトニック・コミュニティ・カレッジ (Housatonic Community College)

## ブリッジポートの風景

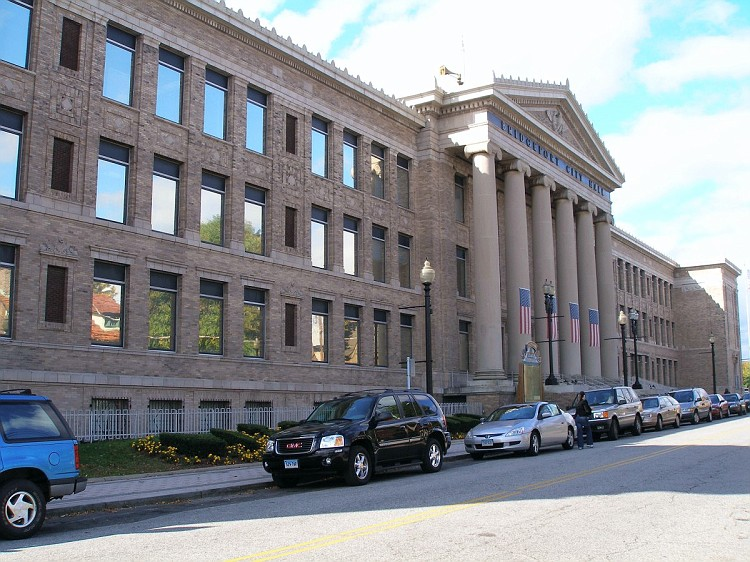
ブリッジポート市役所
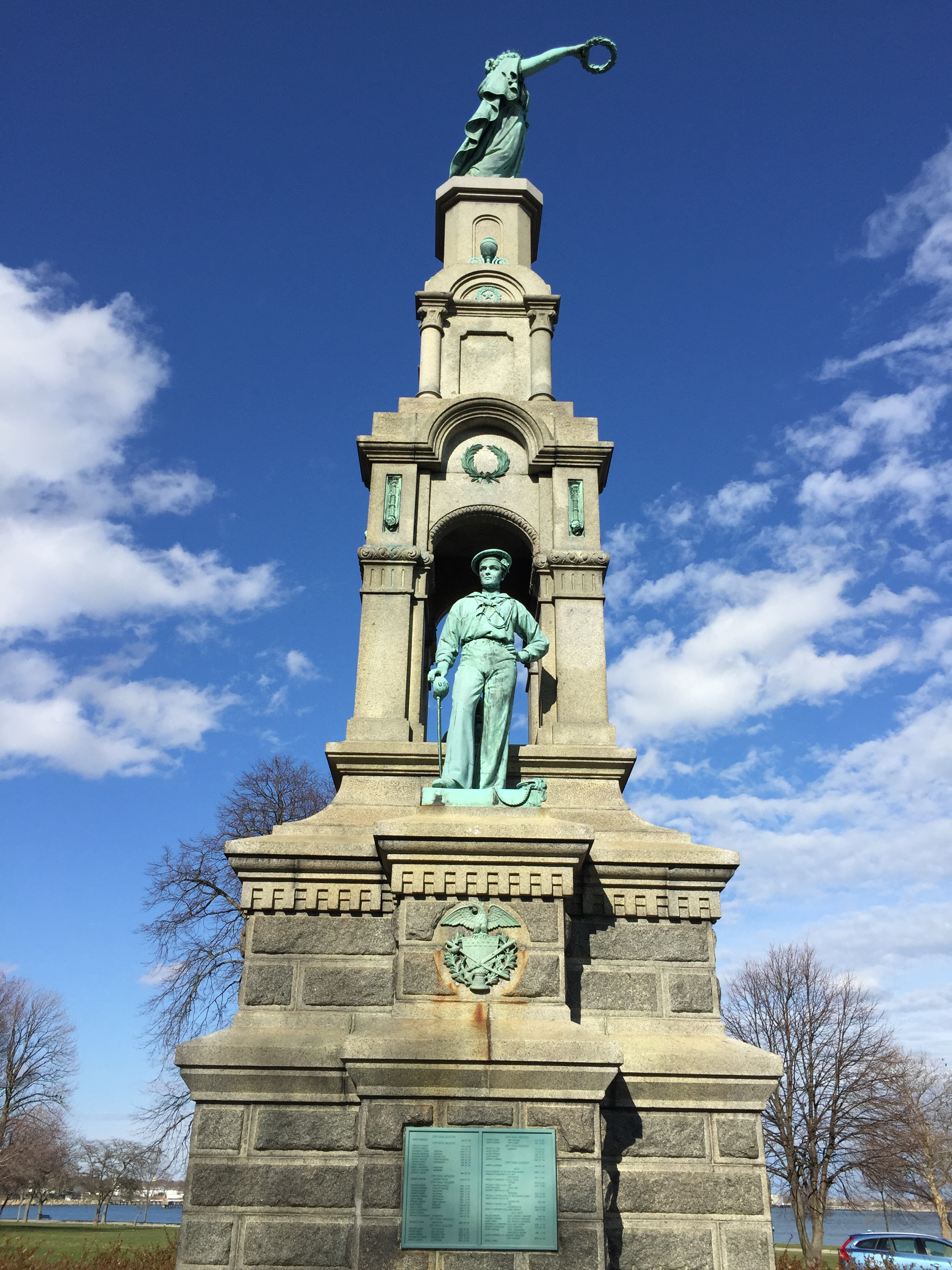
ソルジャーズ アンド セーラーズ モニュメント、ブリッジポート
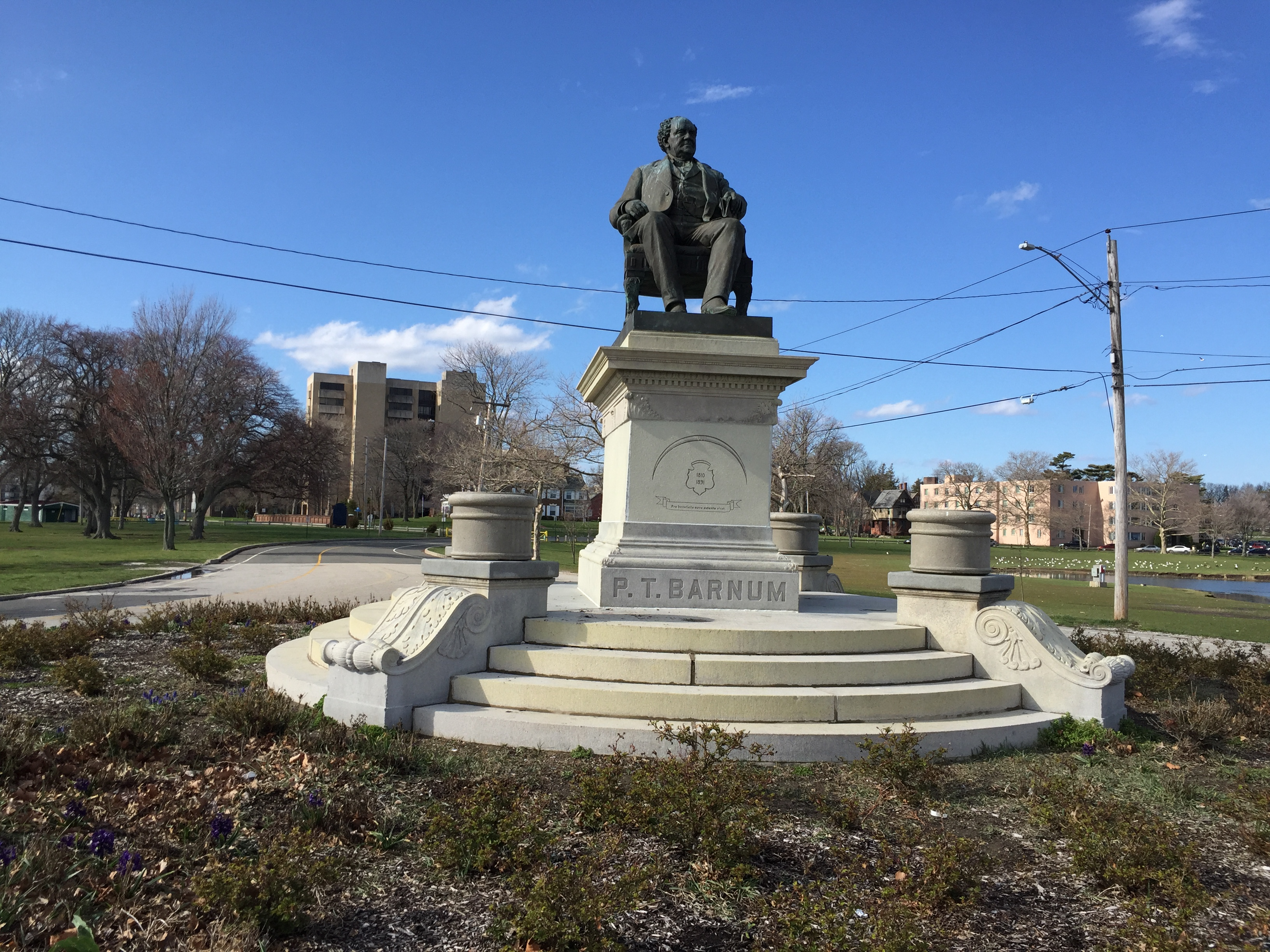
PT バーナム像、シーサイド パーク
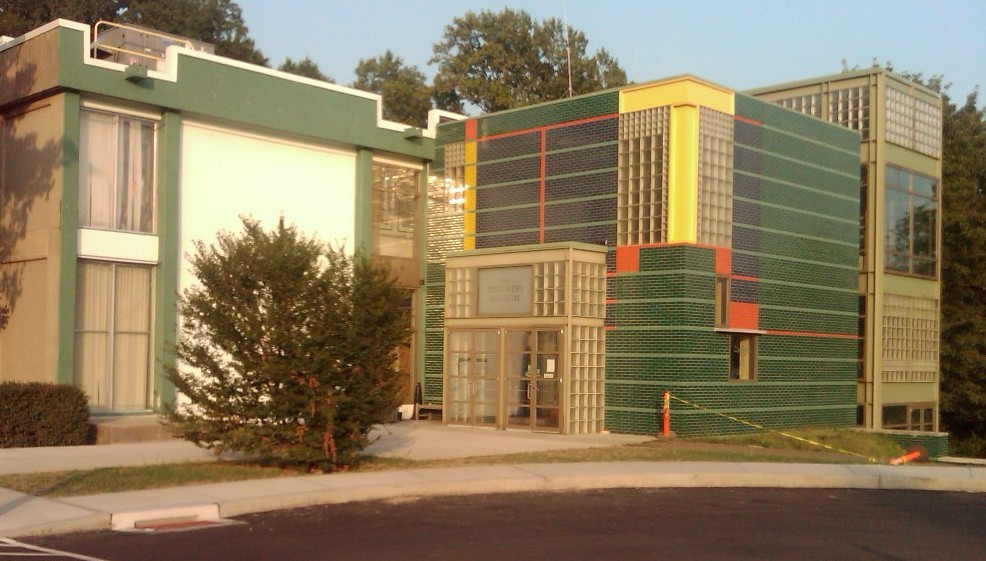
発見博物館
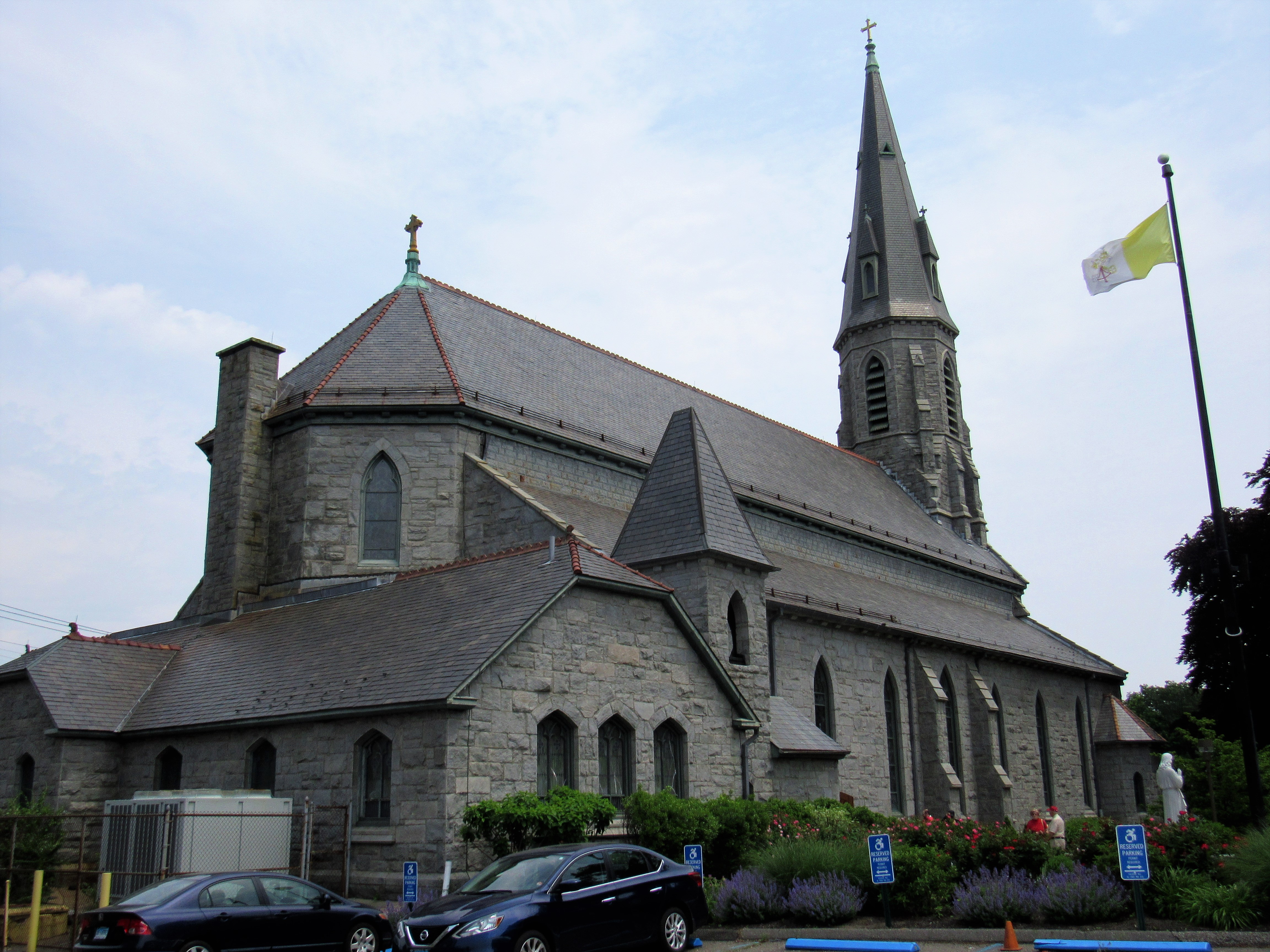
セント オーガスティン大聖堂、ブリッジポートのカトリック教区の本拠地
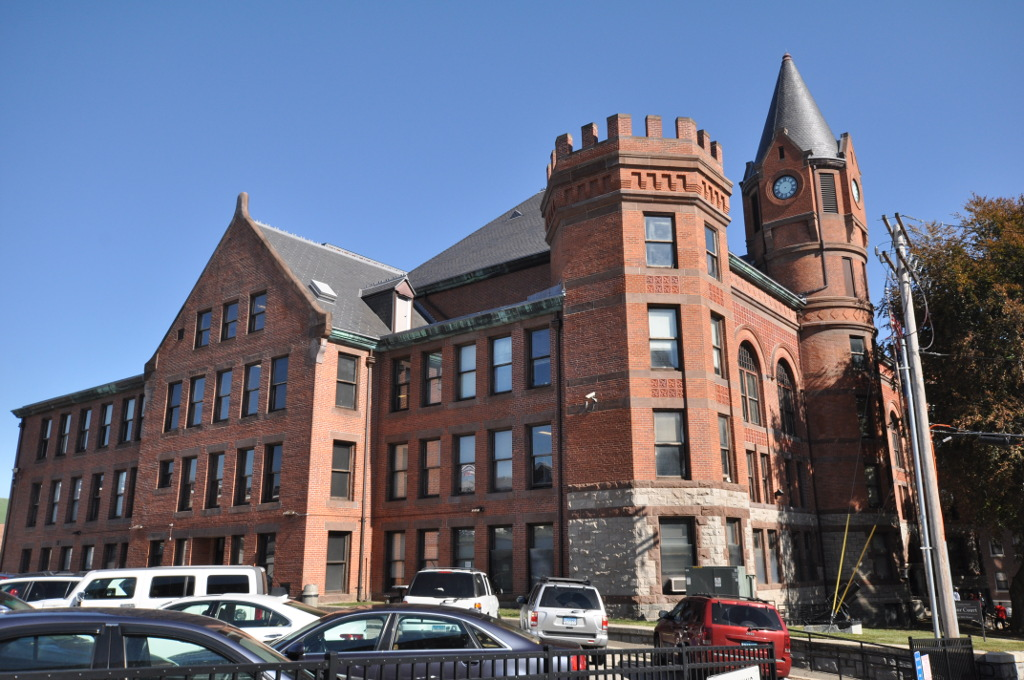
旧フェアフィールド郡庁舎
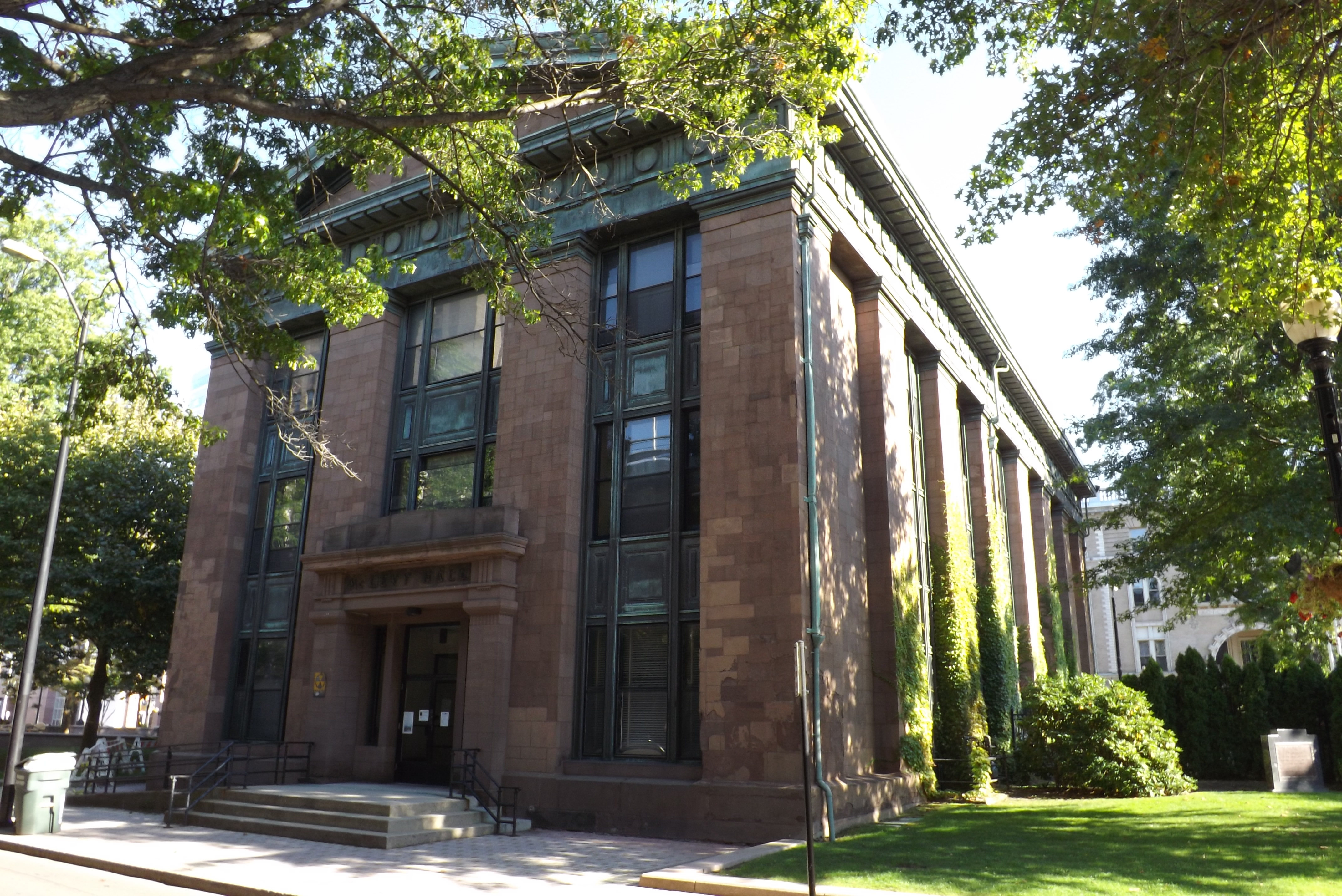
元のブリッジポート市庁舎
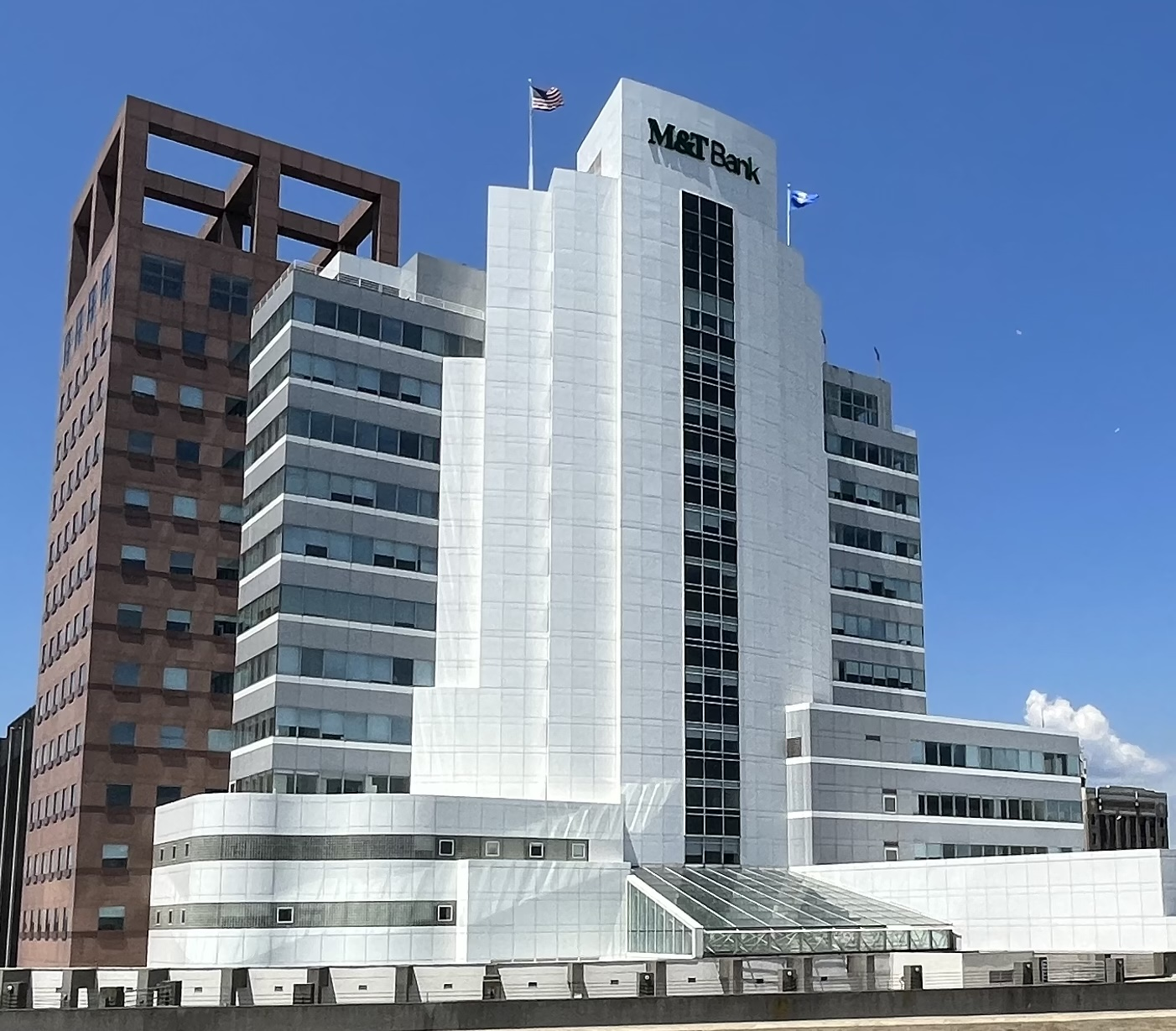
ブリッジポートで最も高いビル、ブリッジポート センター
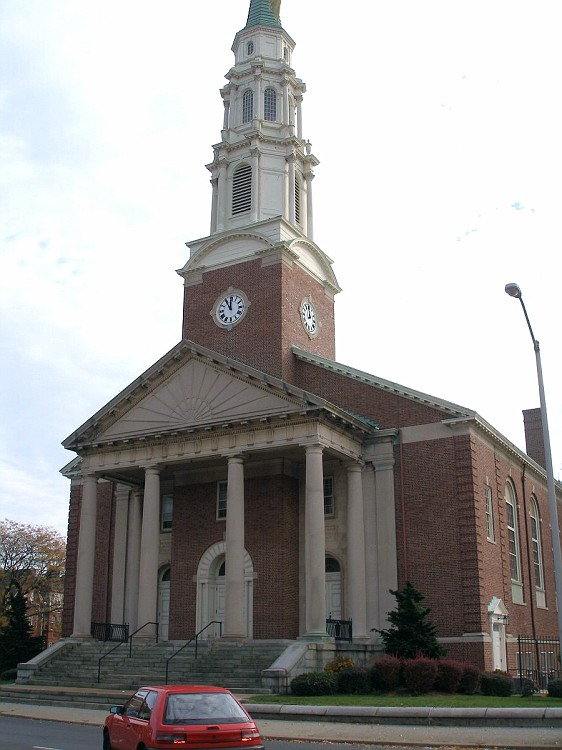
ブリッジポート イスラム コミュニティ センター
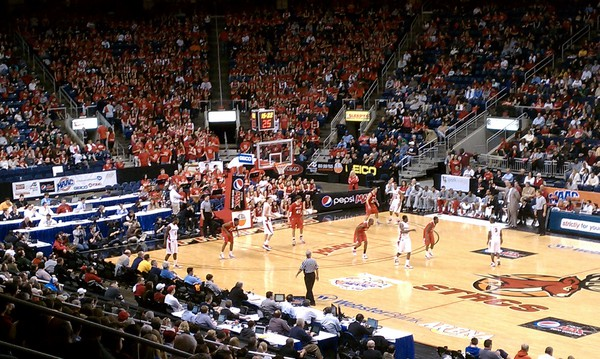
トータル・モーゲージ・アリーナ
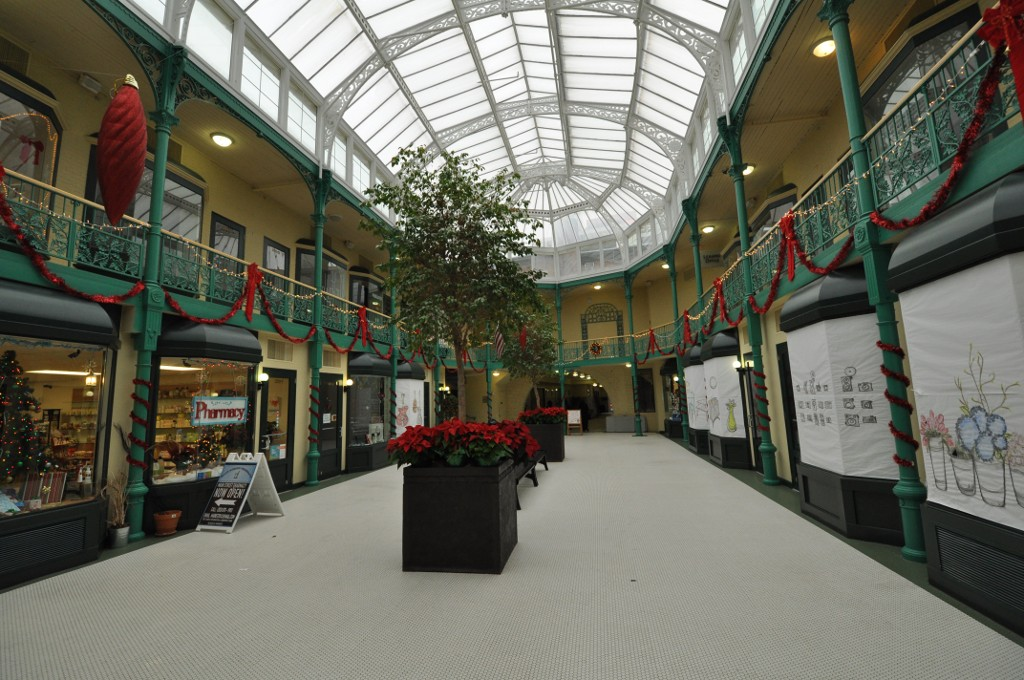
アーケードモール
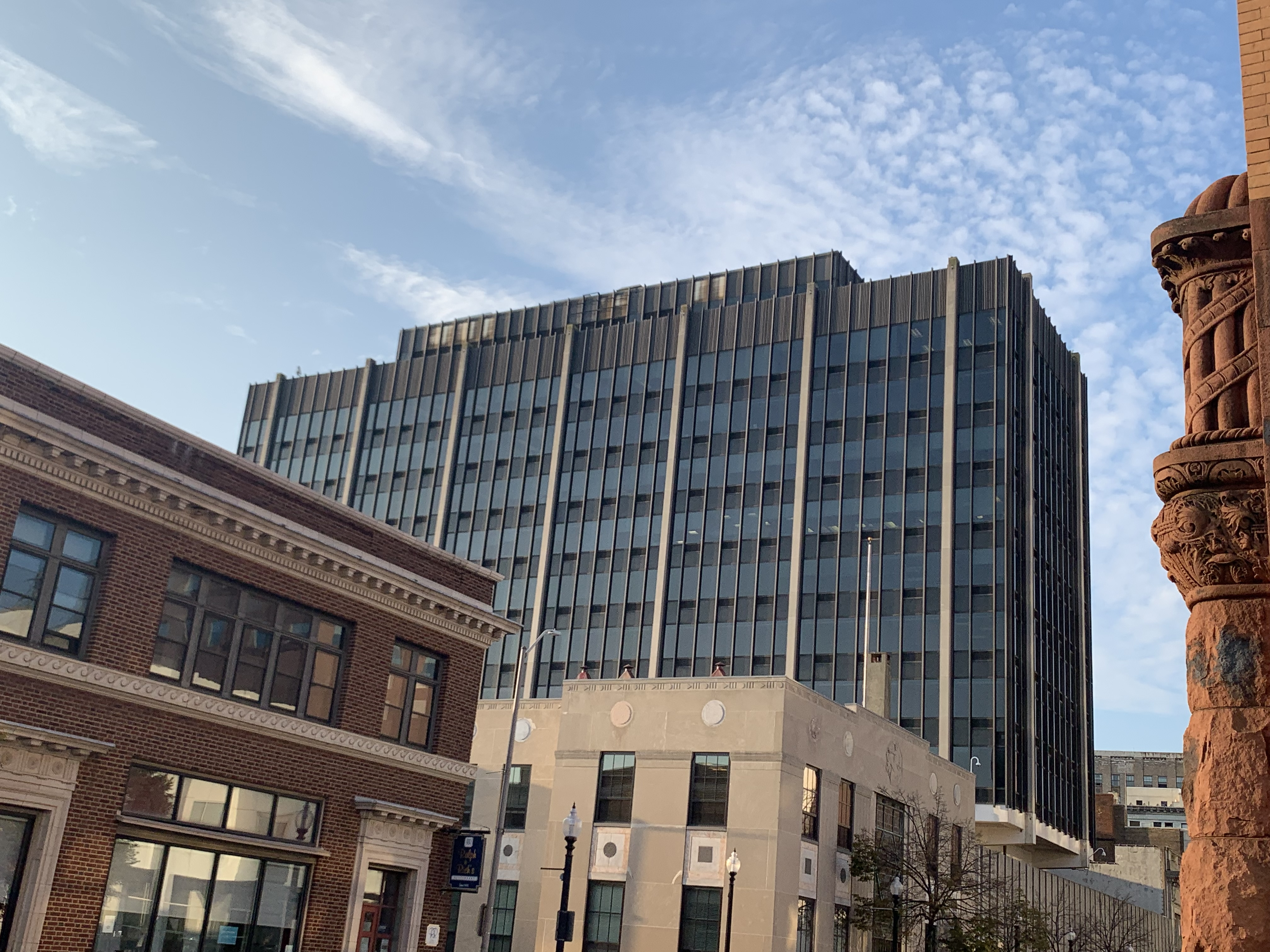
855メインストリート、ブリッジポート
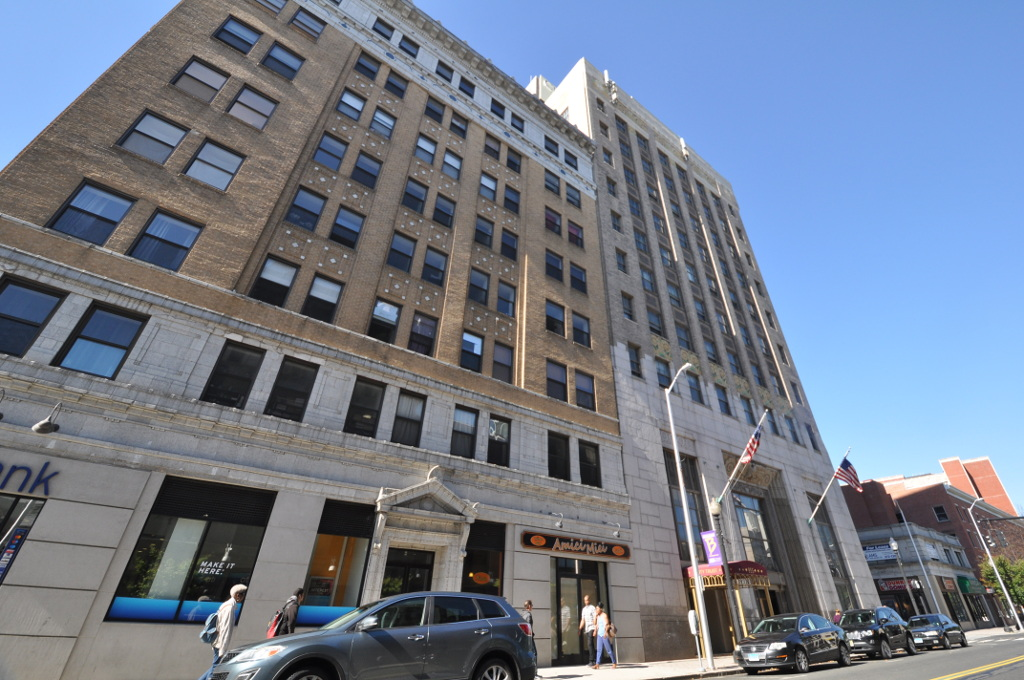
1927 年に建てられたシティトラスト銀行ビル
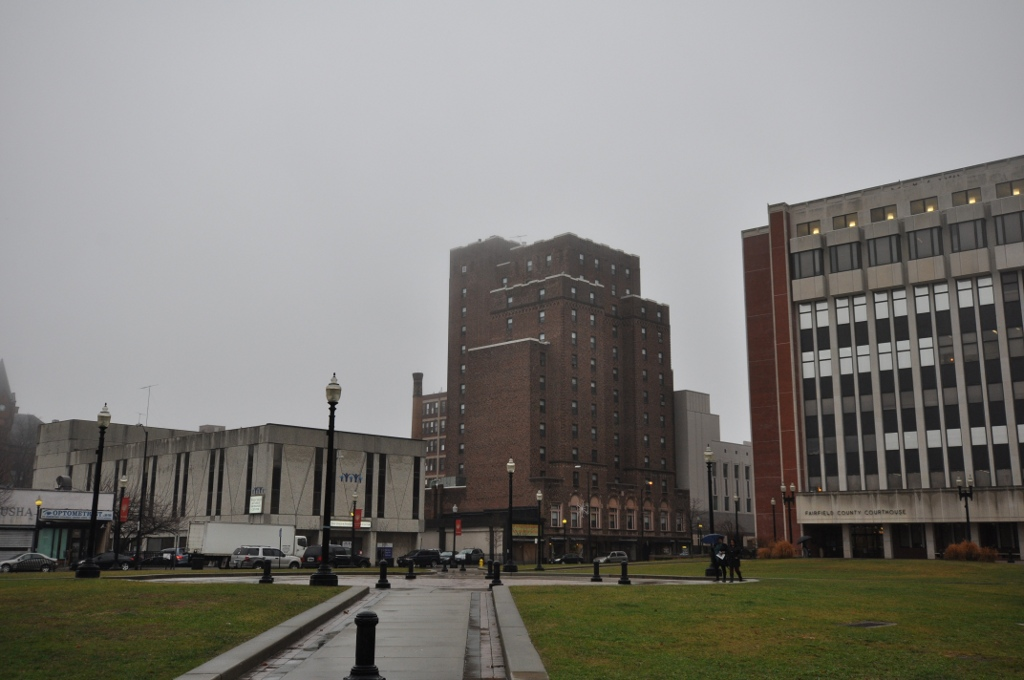
州裁判所前のボールドウィン プラザ
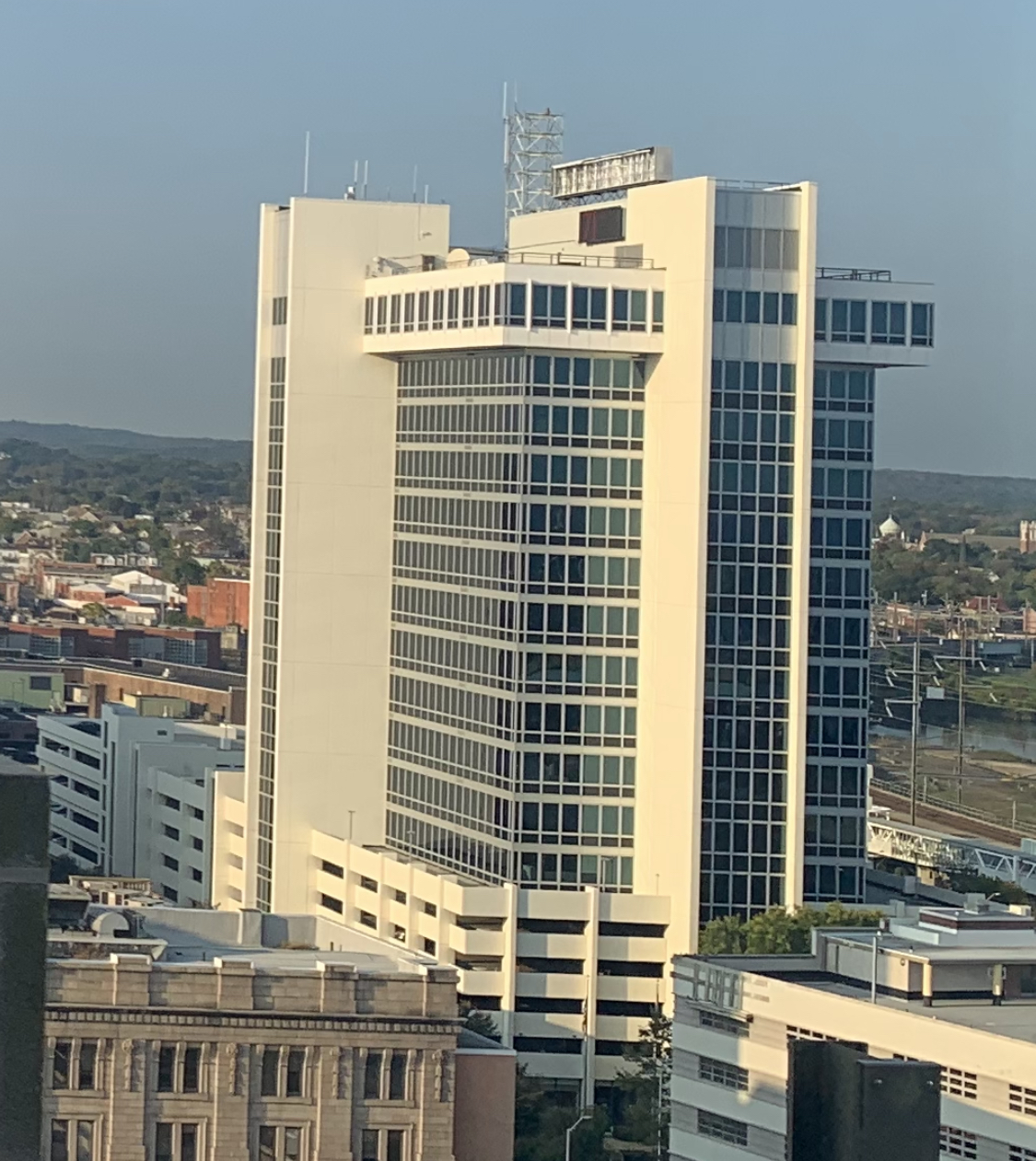
ブリッジポートにある 16 階建てのビル、パーク シティ プラザ
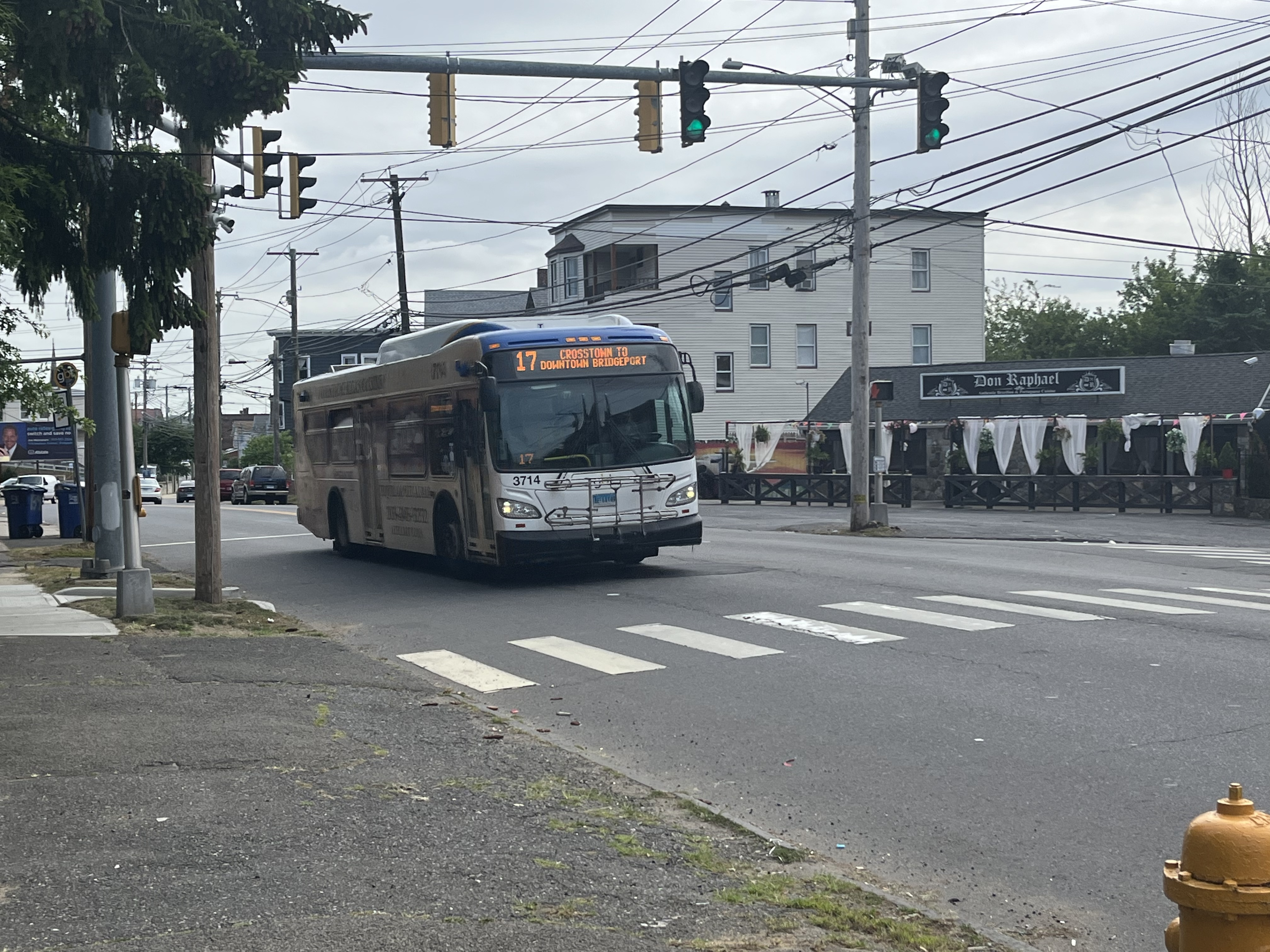
ノース アベニューを通過する GBTA バス
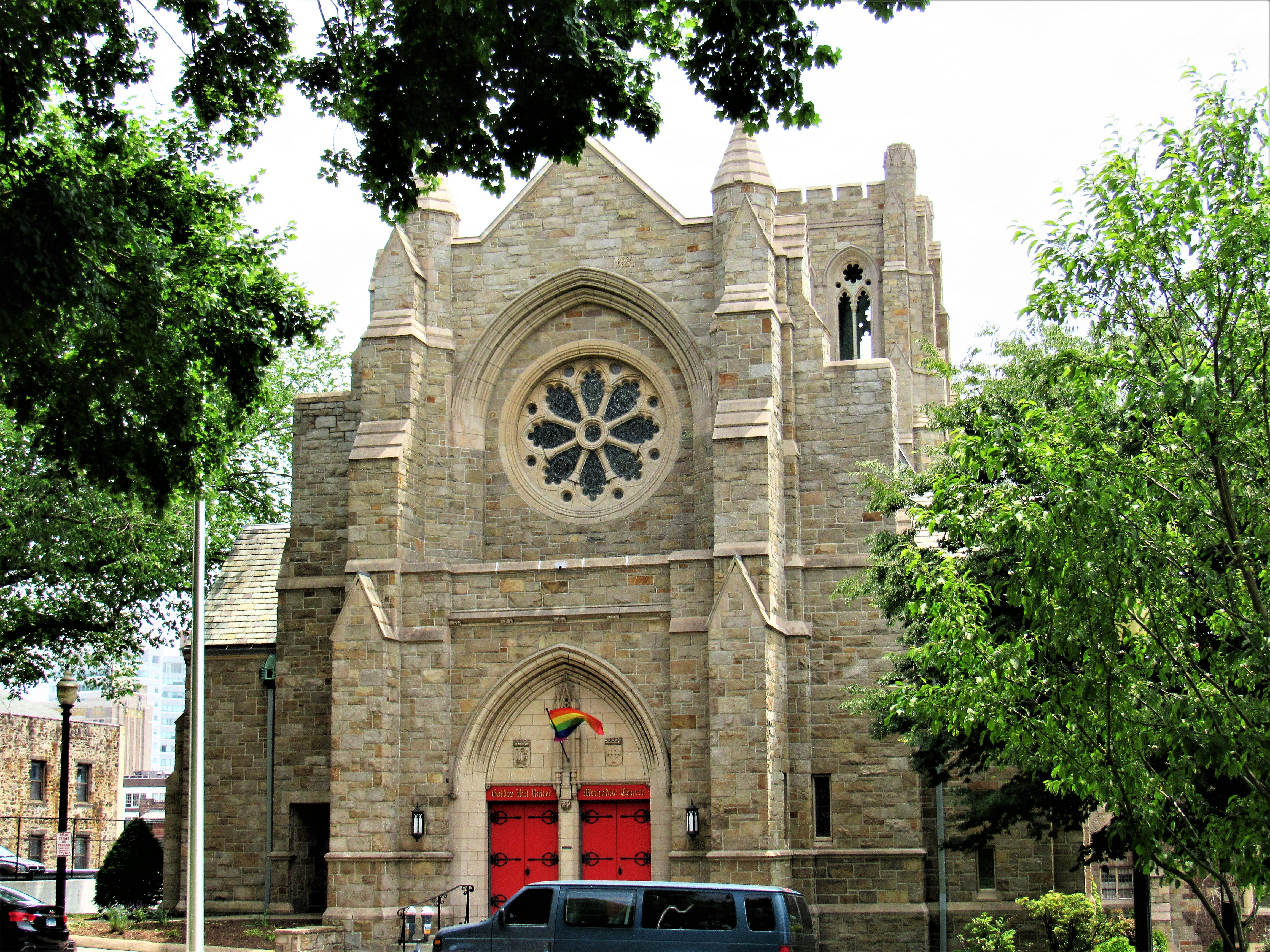
ゴールデン ヒル メソジスト教会
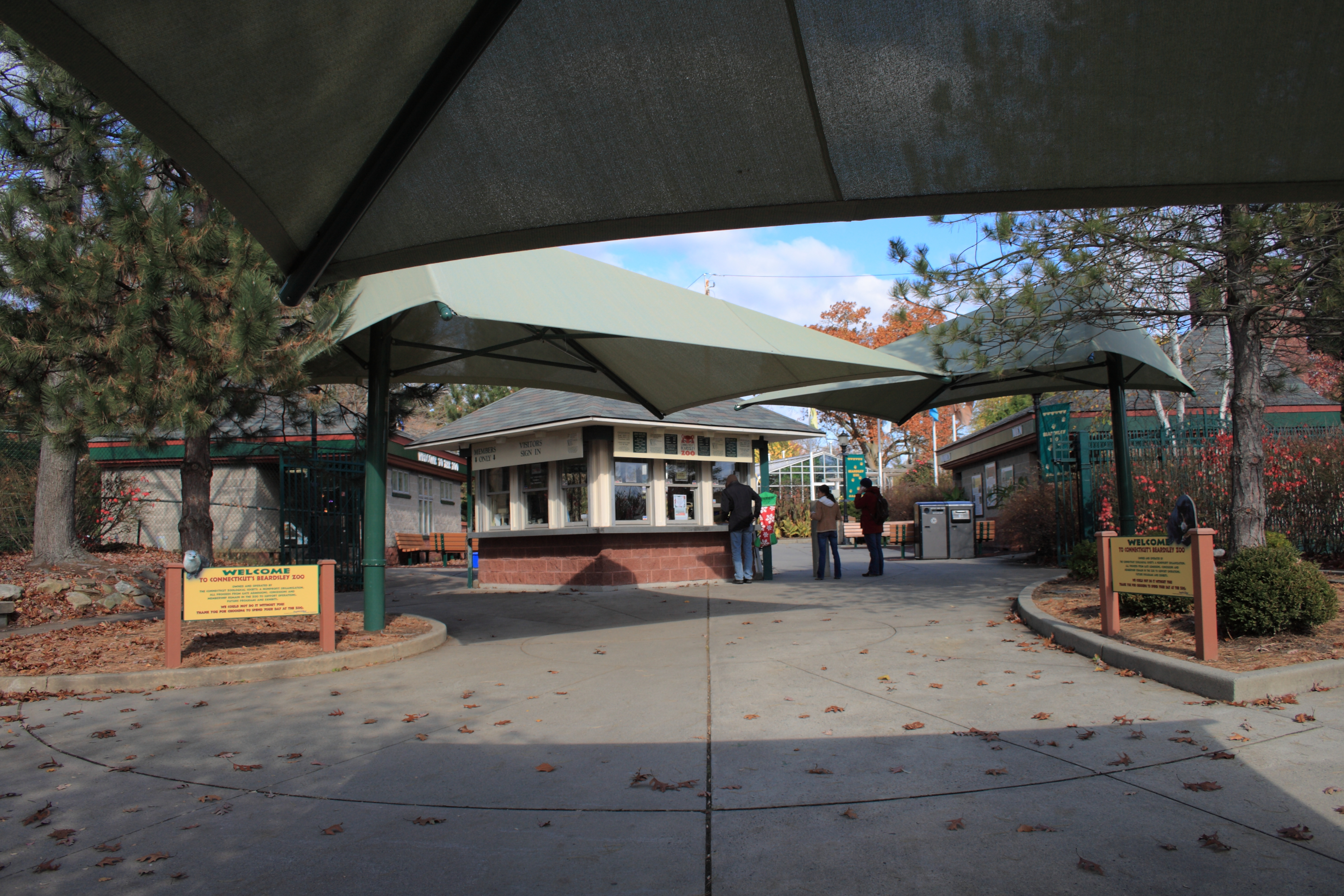
コネチカット ビアズリー動物園
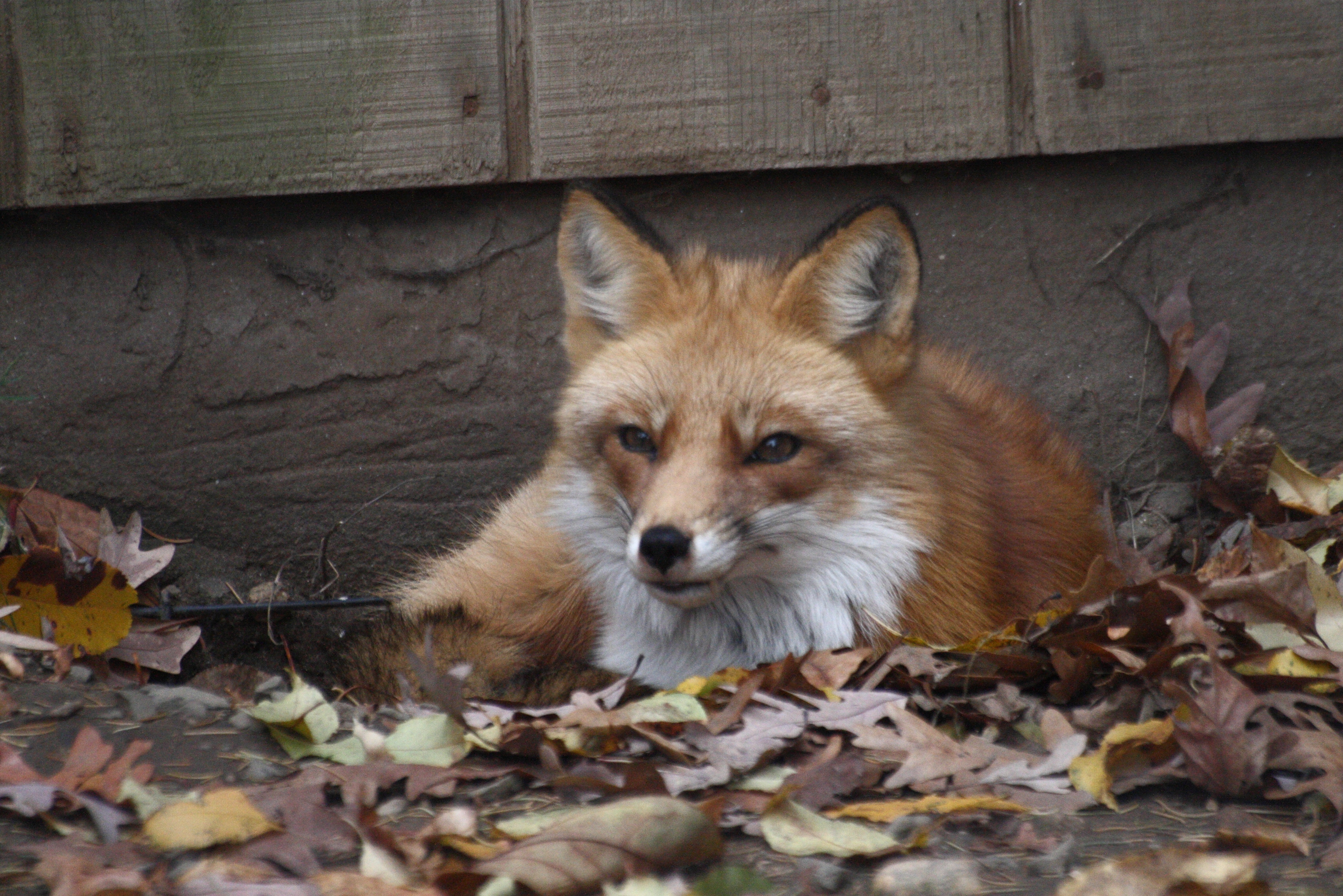
コネチカット ビアズリー動物園
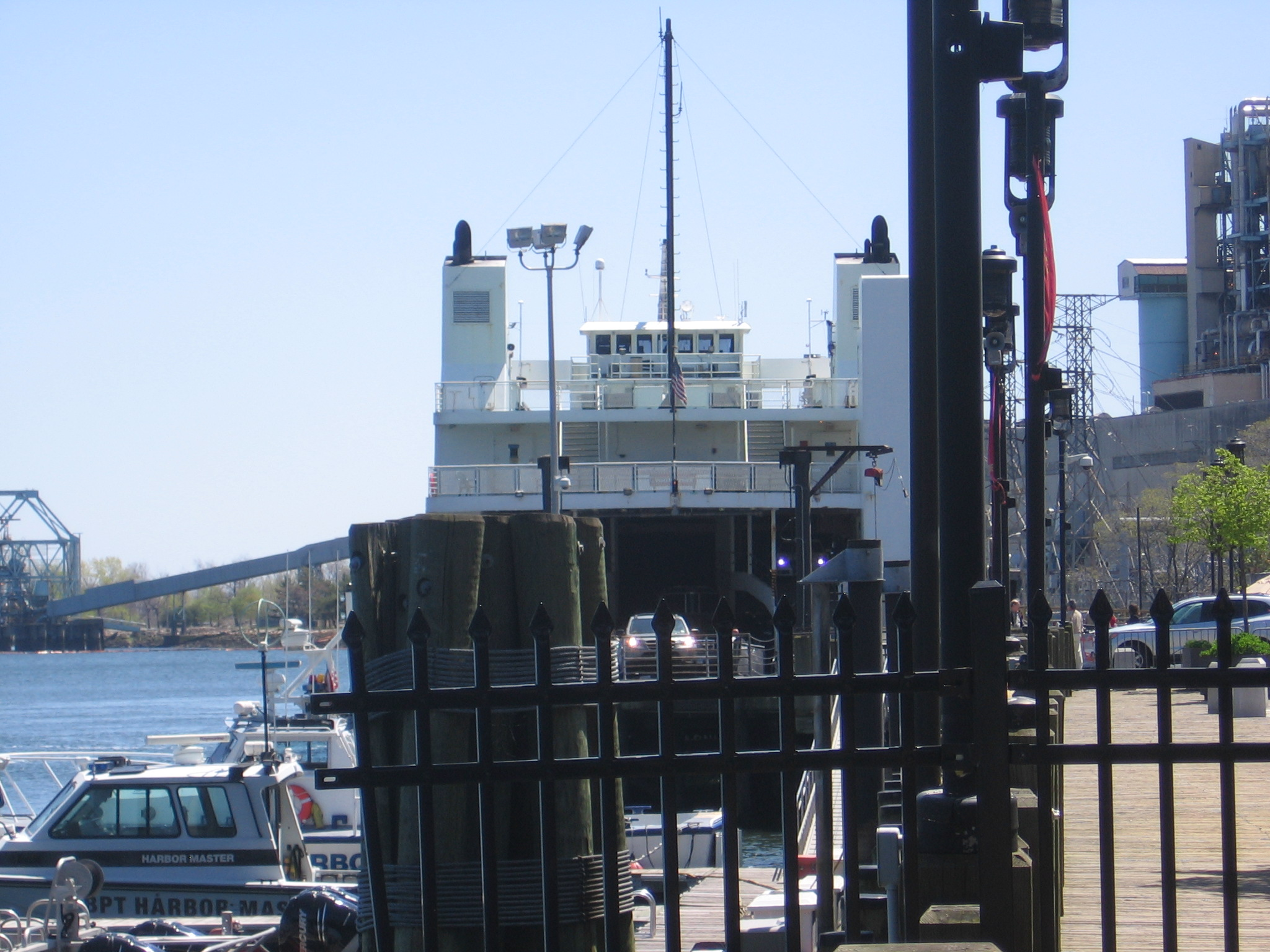
ブリッジポート ハーバーとロング アイランド フェリー

## 註
1. ↑  “Quickfacts.census.gov”. 2023年8月16日閲覧。
2. 1 2  American FactFinder. U.S. Census Bureau. 2011年.
3. ↑  https://www.wshu.org/news/2016-01-18/ges-connecticut-history-includes-bridgeport?_amp=true
4. ↑  https://www.wshu.org/news/2015-11-12/the-story-of-bridgeports-revolutionary-corset-factory?_amp=true
5. 1 2 3   https://en.m.wikisource.org/wiki/1911_Encyclop%C3%A6dia_Britannica/Bridgeport
6. ↑   https://www.newenglandhistoricalsociety.com/bridgeport-elects-a-socialist-mayor-again-and-again-and-again/
7. ↑  http://www.cga.ct.gov/2005/rpt/2005-R-0639.htm
8. ↑   https://www.census.gov/quickfacts/fact/table/bridgeportcityconnecticut/PST040221